# 截刺仿石蟹
截刺仿石蟹（学名：Paralomis truncatispinosa）为石蟹科仿石蟹屬下的一个种。